# Ebernhahn
Ebernhahn là một đô thị thuộc một Verbandsgemeinde - ở huyện Westerwald trong bang Rheinland-Pfalz, Đức. Đô thị Ebernhahn có diện tích 3,33 km².